# Alexandre Stavisky

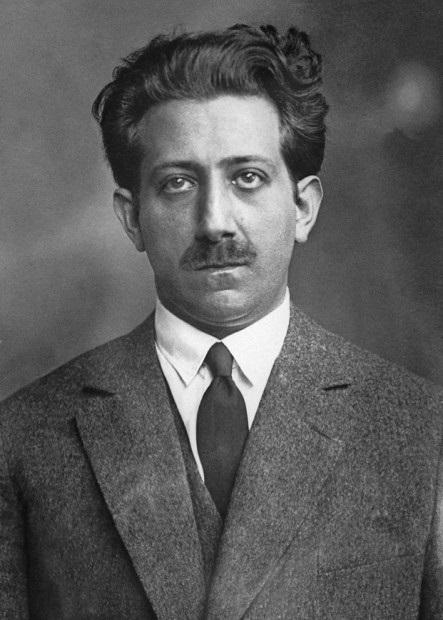
Alexandre Stavisky, Juli 1926

Serge Alexandre Stavisky (* 20. November 1886 in Slobodka, Gouvernement Kiew, damals Russisches Reich; † 8. Januar 1934 in Chamonix, Frankreich) war ein französisch-ukrainischer Hochstapler und Millionenbetrüger jüdischer Abstammung, dessen Auffliegen und Tod 1933/34 die Dritte Französische Republik schwer erschütterte.

## Leben
Stavisky wurde in der Ukraine als Sohn jüdischer Eltern in einem Stetl im damaligen Ansiedlungsrayon geboren. Seine Eltern wanderten mit ihm über Ungarn 1899 nach Frankreich ein, wo sein Vater dann Zahnarzt wurde. Die Familie nahm 1900 die französische Staatsbürgerschaft an.
Seine ersten Betrügereien beging er 1909 noch als Jugendlicher, als er gemeinsam mit seinem Großvater ein im Sommer leerstehendes Theater auf den Champs Elysées anmietete und in Form von Kleinanzeigen Konzessionsverträge für die Bar, den Druck der Programme und die Werbung. Den Interessenten verlangten sie Bürgschaften ab, und als sie auf diesem Weg 12.000 Francs eingenommen hatten, kündigten sie den Mietvertrag. Im nachfolgenden Prozess ließ sich Stavisky von Albert Clemenceau vertreten, dem Bruder des ehemaligen Premierministers Georges Clemenceau. Dieser konnte ihn nicht vor einer Verurteilung bewahren, doch gelang es ihm, den Haftantritt immer wieder hinauszuzögern. Die Methode, einflussreiche Verteidiger mit Kontakten bis in höchste Kreise zu wählen – viele Abgeordnete waren in der Dritten Republik gleichzeitig Anwälte –, wandte er in der Folgezeit wiederholt an.
In der Folgezeit gab sich Stavisky bei seinen Betrügereien als Bankier aus. Nach Ausbruch des Ersten Weltkriegs schlüpfte er in die Rolle eines Waffenfabrikanten und betrog die italienische Regierung, die bei ihm 20.000 Bomben in Auftrag gab. Sie wurden nie geliefert. Der Betrug blieb straflos, weil Stavisky nach Kriegsende von einer allgemeinen Amnestie profitierte. In diesen Jahren erstatteten mehrere Damen reiferen Alters Anzeige gegen „beau Sacha“ (den „schönen Sascha“), wie er in diesen Jahren genannt wurde: Er war Liebesaffären mit ihnen eingegangen und hatte sie finanziell ausgenutzt. Von 1922 bis 1924 reiste Stavisky geschäftig durch Südosteuropa und investierte dort und in Frankreich unter anderem in Drogenhandel, eine Filmfirma (deren amerikanische Partner in Wahrheit nicht existierten) und eine Konservenfabrik, die rasch bankrott machte. Nachdem er einen schwunghaften Handel mit gestohlenen Aktien aufgezogen hatte, kam er 1926 für einige Monate ins Gefängnis La Santé. Wieder sicherte er sich einen Anwalt mit politischen Beziehungen: diesmal den Sekretär des radikalsozialistischen Justizministers René Renoult. Mit dessen Hilfe wurde er aus der Haft entlassen. Anschließend legte er seinen Nachnamen ab und nannte sich nur noch Serge Alexandre.
Stavisky gründete unter anderem eine Kühlschrankfirma namens Phébor, eine Lebensmittelkette, einen Schmuckhandel und einen Sportpalast in Cannes. Woher das Kapital für all diese kurzlebigen Unternehmen stammte, ist unklar. Gegenüber dem Journalisten Joseph Kessel, der wie er selbst jüdischer Abstammung war und in dessen Zeitung er investierte, erklärte er lediglich: „Ein Mann hat mir geholfen. Er ist tot.“
All diese Aktivitäten waren anscheinend lukrativ, denn Stavisky konnte es sich leisten, abwechselnd in einer Villa in Vaucresson und in einer Suite im Hotel Claridge auf den Champs Elysées zu wohlen, die er auf Dauer gebucht hatte. In den nächsten Jahren profitierte Stavisky von seinen guten Beziehungen zum Direktor Debrosse der städtischen Bank (crédit municipal) von Orléans, der ihm Kredite von 43 Millionen Francs verschaffte. Die Juwelen, die Stavisky in der Bank als Sicherheit hinterlegt hatte, waren, wie sich später herausstellte, nur 600.000 Francs wert. Diese stetig sprudelnde Einnahmequelle brachte ihn auf den Gedanken, selber eine solche Pfandleihebank zu gründen, da die Regierung diese Institute für nützlich für die Öffentlichkeit erklärt und ihre Schuldverschreibungen steuerfrei gemacht hatte. Stavisky suchte nach einer Gemeinde, die ihm die Eröffnung einer solchen Bank erlauben würde, und fand sie schließlich in Bayonne, deren radikalsozialistischer Vizebürgermeister und Abgeordneter in der Nationalversammlung Joseph Garat er bei einem Gespräch in Biarritz überzeugen konnte. Im April 1931 wurde der Crédit municipal de Bayonne gegründet. Gerüchte, die spanische Königsfamilie hätte nach der Abschaffung der Monarchie bei ihr ihre Juwelen verpfändet, trugen zum raschen Anfangserfolg des neuen Bankhauses bei. Stavisky setzte seinen Kompagnon Gustave Tissier als Bankdirektor ein und ließ Anleihen ausgeben, die von seinen politisch einflussreichen Bekannten gekauft und weiterempfohlen wurden. Die Verzinsung war sehr gut und stand in keinem Verhältnis zu den Einnahmen der Bank. Staviskys Einnahmen aber erlaubten ihm, sich weitere einflussreiche Männer zu verpflichten, so einen Journalisten und mehrere Abgeordnete. Es gelang ihm auch, einen seiner Anwälte im Mitarbeiterstab von Finanzminister Georges Bonnet unterzubringen. Mehrere Pensionsfonds investierten in die Anleihen der Bank, die sogar vom Arbeitsministerium in Paris empfohlen wurden. Im Dezember 1933 flog der Schwindel auf. Eine Untersuchung zeigte, dass der Crédit municipal de Bayonne falsche Wertpapiere in Höhe von 239 Millionen Francs in Umlauf gebracht hatte. Die Polizei nahm Tissier und andere Mittäter fest, Stavisky selbst konnte fliehen. Sein Versuch, seine Ausweispapiere einem der Opfer des Eisenbahnunfalls von Lagny unterzuschieben, wo am 23. Dezember 1933 204 Menschen ums Leben gekommen waren, und so den eigenen Tod vorzutäuschen, misslang. Stattdessen reiste Stavisky nach Chamonix in den französischen Alpen, um von dort in die Schweiz zu entkommen.

## Todesumstände
Am 8. Januar 1934 kreiste die Polizei Staviskys Bungalow in Chamonix ein. Als die Beamten klopften, hörten sie einen Schuss – sie stürmten hinein und fanden Stavisky tödlich verletzt auf dem Boden liegen. Er hatte, wie ein Polizist später zu Protokoll gab, einen Revolver in der linken Hand. Die tödliche Kopfwunde befand sich an der rechten Schläfe. Offiziell wurde Selbsttötung als Todesursache festgestellt, doch Gerüchte über die Beteiligung der Polizei hielten an. Die Satirezeitung Le Canard enchaîné titelte am 10. Januar 1934, Stavisky habe sich aus drei Meter Entfernung selbst erschossen: „Voilà ce que c'est que d'avoir le bras long“ („Das nennt man dann wohl einen langen Arm haben“).
Der für Finanzsachen zuständige Staatsanwalt Albert Prince und sein Vorgesetzter Georges Pressard, ein Schwager des radikalsozialistischen Ministerpräsidenten Camille Chautemps, warfen sich gegenseitig vor, für die unglaubliche Laxheit verantwortlich zu sein, die die Behörden bei der Strafverfolgung Staviskys an den Tag gelegt hatten. Am 20. Februar 1934 wurde Prince’ Leichnam auf Eisenbahngleisen nahe Dijon aufgefunden. Neben den Gleisen lag ein Messer, Prince’ Untersuchungsakten waren verschwunden. Wieder ging die Polizei von Selbstmord aus. Aussagen, die der Polizeiinspektor Pierre Bonny gegenüber seinem Sohn und vor seiner Hinrichtung 1944 gegenüber einem Priester machte (er war wegen Kollaboration mit den deutschen Besatzern zum Tode verurteilt worden), legen den Verdacht nahe, dass er in beide Todesfälle verwickelt war.

## Politische Folgen
Der Skandal erschütterte die Dritte Republik und die regierende Radikalsozialistische Partei, deren Korrumpierbarkeit dadurch offenbar wurde. Am Tag von Staviskys Tod trat Kolonialminister Albert Dalimier zurück, der als Arbeitsminister im Kabinett Herriot III für Staviskys Bayonner Wertpapiere geworben hatte. Die politische Rechte und die extreme Linke stimmten in der Überzeugung überein, dass Stavisky ermordet worden sei, unterschieden sich aber diametral in ihren Verdächtigungen, wer dahinter stecke: Für die Linke steckten der konservative Polizeipräfekt von Paris Jean Chiappe und Staatsanwalt Prince dahinter, die Rechte dagegen nahm die Radikalsozialisten Pressard und Chautemps ins Visier, zumal beide bekannte Freimaurer waren. Da Stavisky Jude war, kamen im Zusammenhang mit der Affäre auch antisemitische Tendenzen hoch, die an den Dreyfus-Skandal erinnerten. Die Action française warf Ministerpräsident Chautemps vor, aus Angst vor der Aufdeckung von Korruption Staviskys Ermordung veranlasst zu haben. Nach heftigen Presseattacken und Demonstrationen trat Chautemps am 27. Januar 1934 zurück. Sein Nachfolger Édouard Daladier (ebenfalls von den Radikalsozialisten) löste Chiappe ab. Am 6. Februar 1934 kam es in Paris zu blutigen Straßenunruhen, die von rechten Gruppen (Ligue d'Action française, ehemalige Frontkämpfer, rechte Stadträte) organisiert wurden, fast putschartige Ausmaße annahmen und 14 Tote und über 2000 Verletzte zur Folge hatten. Nachdem am 7. Februar Daladiers Kabinett in der Presse als „Regierung der Mörder“ angegriffen wurde, erneute Demonstrationen begannen und Teile von Verwaltung und Justiz sich der Umsetzung der angeordneten Repressionsmaßnahmen widersetzten, trat Daladier zurück. Sein Nachfolger wurde der Konservative Gaston Doumergue, der ein Kabinett der Union nationale unter Beteiligung der Radikalsozialisten bildete. Die anhaltenden Demonstrationen waren nicht mehr so stark wie zuvor, wurden auf Anordnung der neuen Regierung wieder massiv unterdrückt und führten am Abend des 7. Februars zu zwei weiteren Toten und mehreren hundert zusätzlichen Verletzten. In den folgenden Tagen kam es zu keinen weiteren Demonstrationen.

## Literarisches und filmisches Nachwirken
- Georges Simenon versuchte 1934, in Reportagen Licht in die Affäre zu bringen, war aber nach seiner eigenen Einschätzung nicht sehr erfolgreich.[21]
- Im Film Forces occultes von 1943, den die deutsche Propagandaabteilung 1942 in Auftrag gab, wird er als Freimaurer und Gauner dargestellt.
- 1974 wurde die Affäre von Alain Resnais mit Jean-Paul Belmondo in der Rolle des Stavisky und mit Charles Boyer und Anny Duperey unter dem Titel Stavisky verfilmt.
- 2016 drehte Claude-Michel Rome den französischen Fernsehfilm Stavisky, l’escroc du siècle mit Tomer Sisley in der Titelrolle.